# Лаба Василь
Ла́ба Васи́ль (1 вересня 1887, Бертишів — 10 листопада 1976, Едмонтон) — священник УГКЦ, капелан, доктор наук, дійсний член НТШ. Отець-доктор.

## Біографія
Народився в с. Бертишів Бібрського повіту Галичини Австро-Угорської імперії. По закінченні народної школи та гімназії у м. Львів, студіював теологію в університетах Львова, Інсбруку і Відня, де захистив наукову працю на докторантурі теологічних наук.
У 1912 р. став священником. Під час Першої світової війни був капеланом (польовим духівником) у війську Австро-Угорської імперії на італійському фронті, де знаходився при 36-му коломийському полку. Після розпаду Австро-Угорської імперії потрапив у італійський полон, з якого вернувся в 1918 р., тоді зголосився в Українську галицьку армію (УГА). Після смерті о. Миколи Їжака (у грудні 1919) зайняв посаду Начального духовника при УГА та був Генеральним вікарієм для українців-католиків з осідком у Кам'янці Подільському.
У 1920 році став доцентом, а відтак звичайним професором Богословської академії і соборним крилошанином Митрополичої капітули у Львові, як бібліст, каноніст і патролог. Катехит середніх шкіл, і професор Львівської богословської академії. Був одним із трьох кандидатів (поряд із отцями Олександром Бачинським та Леонтієм Куницьким), яких митрополит Андрей (Шептицький) у 1928 році подав до Риму як кандидатів на єпископа помічника Львівської архієпархії.
У 1929–1934 р. видав чотиритомну працю «Патрологія» і писав наукові статті в різних журналах та пресі. Українське наукове товариство ім. Тараса Шевченка на еміграції у Мюнхені іменувало його за наукову діяльність, своїм дійсним членом. 11 червня 1936 р. о. Василь Лаба — крилошанин Митрополичої капітули, о. Гавриїл Костельник — професор гімназії, о. Петро Козіцький — квестор Богословської академії — докладно оглянули Чудотворну ікону Розп'яття Христового Глинянах, склали протокол огляду.
У часи Другої світової війни одягнув військовий однострій, організовував й очолював польове духовенство Української стрілецької дивізії «Галичина». В УПА був капеланом куреня «Леви» (1943–1944 р.).
Після 1945 р. продовжив наукову та педагогічну працю в м. Рим. У 1945–1950 р. на еміграції став засновником і ректором Української духовної семінарії у Гіршберзі (Німеччина) і Кюлемберзі (Голландія).
У 1950 р. — синкел (генеральний вікарій) єпархії м. Едмонтон (Канада), де помер 1976 року.